# Jugovci
Jugovci (szerbül: Југовци), vegyes lakosságú, bosnyák-szerb falu Bosznia-Hercegovinában, Bosanska krajina területén, Prijedor községben, a Szerb Köztársaságban. 

## Fekvése
Bosznia-Hercegovina északnyugati részén, Banja Lukától légvonalban 51, közúton 61 km-re nyugat-északnyugatra, községközpontjától légvonalban 8, közúton 10 km-re nyugatra, a Čemernica-patak völgyében, valamint a környező dombvidéken, 150 – 270 méteres tengerszint feletti magasságban fekszik. Kicsi, ritkán lakott, dombos falu, ahonnan belátható az egész Brezičani település és Prijedor város egyes részei. A települést gyönyörű természeti környezet jellemzi, gazdag forrásokban, zöld területekben, erdőkben.

## Népessége
| Nemzetiségi csoport | Népesség 1991 | Népesség 2013 |
| ------------------- | ------------- | ------------- |
| Szerb               | 265           | 179           |
| Bosnyák             | 252           | 146           |
| Horvát              | 4             | 3             |
| Jugoszláv           | 15            | 0             |
| Egyéb               | 4             | 7             |
| Összesen            | 540           | 335           |

## Története
A település 1878-ig tartozott az Oszmán Birodalomhoz, ekkor a berlini kongresszus határozata alapján az Osztrák-Magyar Monarchia része lett. 1879-ben az első osztrák-magyar népszámlálás során a Prijedori járáshoz, és Ljubia községhez tartozó településnek 32 háztartása és 178 ortodox szerb lakosa volt. 1910-ben a településen 60 háztartást, 311 ortodox szerb, 73 muszlim és 9 katolikus lakost találtak. A monarchia szétesésével 1918-ben előbb a Szerb-Horvát-Szlovén Királyság, majd 1929-től a Jugoszláv Királyság része. 1921-ben a községnek 66 háztartása és 405 lakosa volt. Jugoszlávia megszállása után a falu a Független Horvát Állam (NDH) része lett. 
1945-től a település a szocialista Jugoszlávia része volt. A boszniai háború idején a település a Boszniai Szerb Köztársasághoz tartozott. 1992 júliusának végén a szerbek 100 - 120 jugovci muszlim lakost mészároltak le. A daytoni békeszerződést követő területfelosztásnál a település Prijedor község részeként a Szerb Köztársaság területéhez került. 